# Relación intraespecífica
Una relación intraespecífica (también llamada asociación intraespecífica) es aquella interacción biológica en la que los organismos que intervienen, pertenecen a la misma especie. 

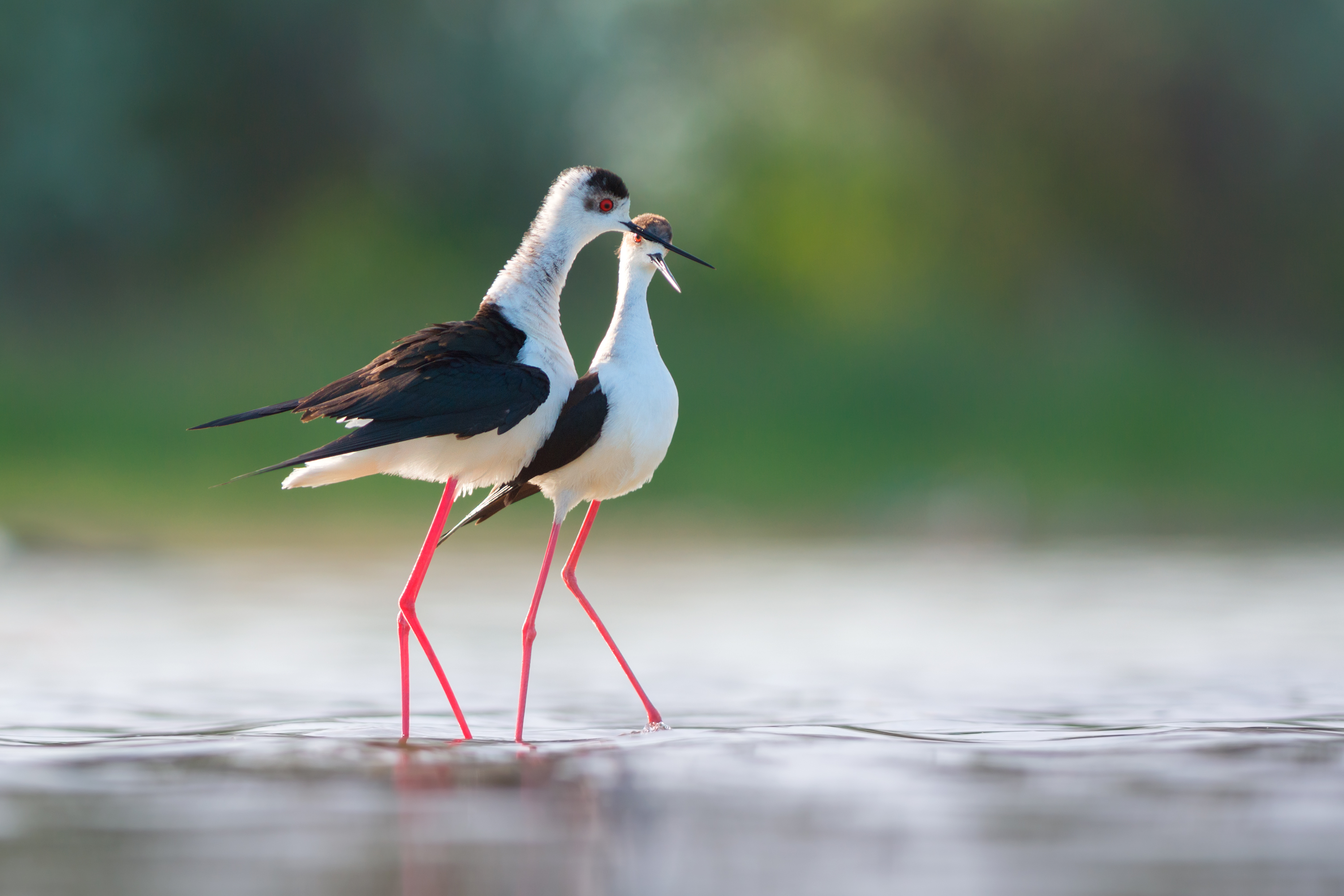
Fotografía del cortejo de la cigüeñuela común (Himantopus himantopus)

La competencia intraespecífica se produce cuando los individuos de la misma especie compiten por:
- Los recursos del medio ambiente (una zona del territorio, los nutrientes del suelo).
- La reproducción (luchando por el sexo opuesto).
- Dominación social (cuando se encuentran organizados en grupos sociales, como las manadas con machos alfa).

La asociación en grupos de individuos se produce para obtener determinados beneficios como:
- Mayor facilidad para la caza y la pertenencia de alimentos.
- Protección frente a los depredadores de la especie.
- La reproducción por proximidad de los sexos en el grupo.
- El cuidado y protección de las crías.
- Mejor división del trabajo.

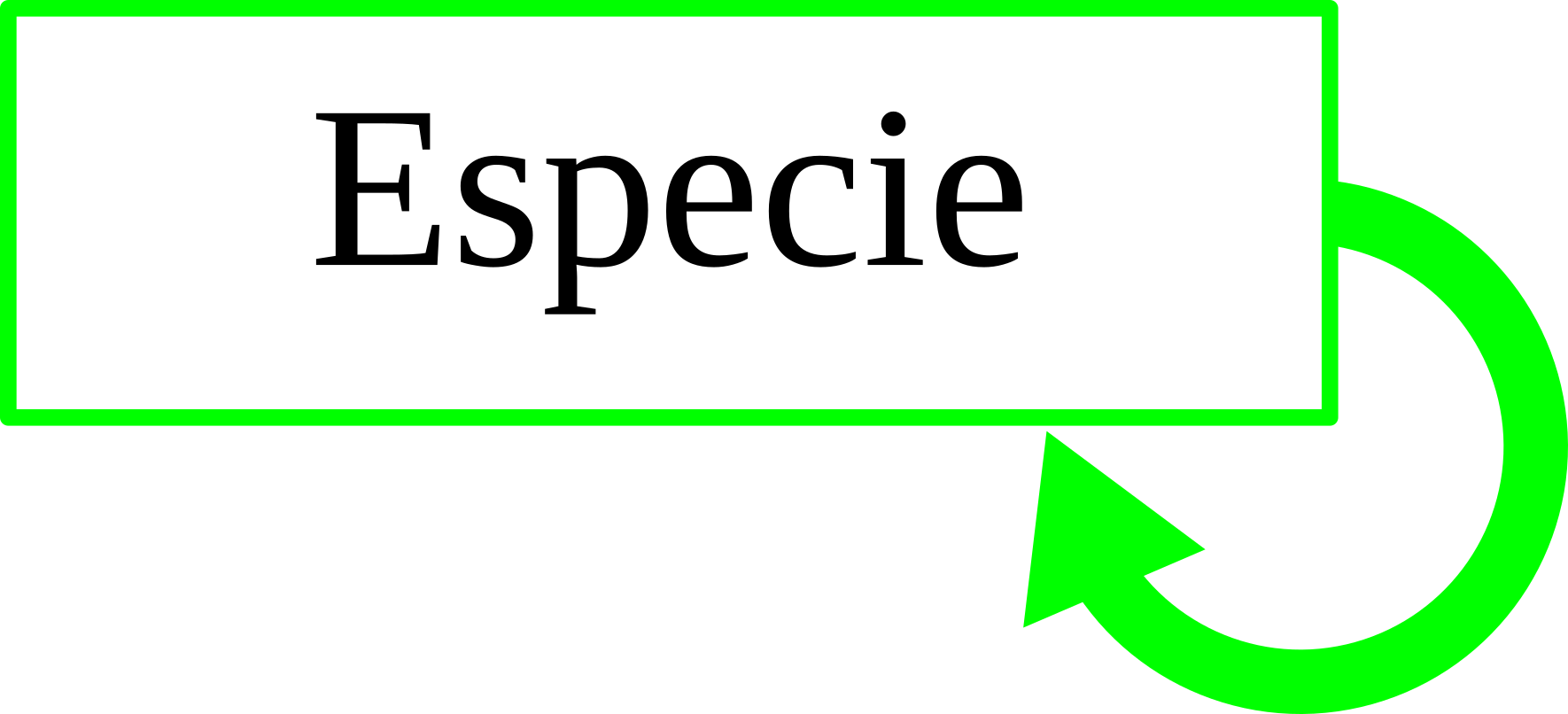
Pequeño esquema que representa la interacción entre individuos de una misma especie.

Hay varios tipos de relaciones intraespecíficas:

- Familiares: Son las que se establecen entre un progenitor y su descendencia. Pueden ser monógamas, polígamas, matriarcales o patriarcales. Un ejemplo de este tipo de asociación es la que establecen algunos felinos.

- Colonias: Están formadas por individuos que proceden de un mismo progenitor mediante reproducción asexual y están unidos físicamente. Un ejemplo de este tipo de asociación son los corales.

- Gregarias: Son agrupaciones temporales o permanentes de un número elevado de individuos,  que les permiten protegerse frente a los depredadores, o facilitar la búsqueda de alimento o las migraciones. Un ejemplo son las manadas de cebras o ñus.

- Sociedades: Están formadas por un número normalmente elevado de individuos que mantiene una jerarquía. Los individuos suelen ser diferentes, llevan a cabo distintas funciones y dependen unos de otros para sobrevivir. Es el caso de las abejas, las termitas o las hormigas.
Un ejemplo es la colmena, una sociedad de abejas que está formada por la reina, zánganos y obreras; hay división del trabajo. En una población, mientras más elevada sea la densidad, mayor será la oportunidad de la relación intraespecífica debido a que hay más contactos entre los individuos. La cual se acentúa cuando el espacio y el alimento son limitados, obligando a los organismos a competir por ellos. Esta situación actúa como proceso selectivo en el que sobreviven los organismos mejor adaptados.

También existe la competencia, que se registra entre diferentes especies o a veces que lo hacen los machos de su especie con otro macho.